# سوزا سينترا
سوزا سينترا (بالبرتغالية: José de Sousa Cintra‏) هو رجل أعمال ولاعب كرة قدم ومسير رياضي برتغالي، ولد في 26 أكتوبر 1944 في Raposeira ‏ في البرتغال.